# 抽象与具体
抽象和具体（英語：Abstract and concrete）是这样一种分类，标志着一个术语描述的对象是否有物理上的指示物。抽象对象（抽象客体）没有物理的实指，但是具体对象（具体客体）有。这两个术语在哲学和语义学上十分常用。抽象对象在英语里有时叫做abstracta，其单数形式是abstractum；相应的，具体对象在英语里叫做concreta，单数形式concretum。
抽象对象（也称抽象客体、抽象实体）是指这样一种对象，即并不在任何具体的时间或空间中存在（does not exist at any particular time or place），而是作为事物的一种类型存在，例如，一个idea，或者抽象化这个东西。 这个术语，即抽象对象（英語：abstract object），据说是威拉德·范奥曼·蒯因发明的。对于抽象客体的研究，叫做抽象客体理论.

## 哲学
类型和个例的区别辨认出了物理对象，这个对象是诸多个例（tokens），诸个例是属于一个类型（type）的特别事物（identifies physical objects that are tokens of a particular type of thing）  它所属的“类型”本身就是一个抽象对象。抽象与具体的区别通常是根据每种对象的范式示例来引入和初步理解的：
| 抽象                             | 具体                                 |
| -------------------------------- | ------------------------------------ |
| 网球比赛                         | 网球                                 |
| 红-性（Redness）                 | 由苹果反射出并直射人眼的，红色的光   |
| 五                               | 五辆车                               |
| 正义                             | 正义的行动                           |
| 人性（Humanity），作为人类的性质 | 人（Human population），所有人的集合 |

先谈谈抽象对象导致的错误：哲学家们一直对抽象对象感兴趣，因为这些对象总能导致很多流行的理论出错。首先，在本体论中，抽象对象被认为是物理主义的麻烦/问题（problem），也是自然主义的棘手之处——历史上，最重要的关于抽象对象的本体论争论，一直是共相問題。其次，在知识论中，抽象对象导致经验主义出现问题。如果诸抽象对象没有因果上的能力（power），或者是空间上的位置，那么我们如何知道它们？我们很难断言，抽象对象如何影响我们的感觉经验，但是我们似乎对之有很多共识。
例如，爱德华·扎尔塔认为，柏拉图在他的理型論中提出，诸抽象对象构成了形而上学中起决定性作用的话题（the defining subject matter），或者更广泛地，起决定性作用的哲学探索。某种程度上，哲学是独立于经验的探究的，而且，诉诸经验的问题也不审视那些抽象对象，所以似乎正是哲学格外地适合回答关于抽象对象的问题。 
在现当代哲学中，对于抽象和具体的区分，来自伊曼努尔·康德，以及格奥尔格·威廉·弗里德里希·黑格尔的发现。
戈特洛布·弗雷格说，抽象对象，例如诸数字等，是第三领域（英語：third realm）的东西），与外部世界或内部的意识都不相同。

### 抽象对象与因果性
另一个对于抽象-具体区分的提议关切，如果客体没有因果的能力，那么该客体就是抽象客体。因果的能力（causal power）指，在因果关系上有能力（ability）去影响某些事物。举例来说，空集就是抽象的，因为它不能对其他客体有任何行动（act）。
但是，这个观点也有问题，比如对“因果的能力”的界定问题：我们可能并不清楚什么才算是因果的能力。了解详情，请参考斯坦福哲学百科全书的相关条目“abstract objects”。

### 准抽象客体
准抽象客体（英語：Quasi-abstract entity），是近来某些哲学家的兴趣所在。这是一种对客体的第三个分类（另外两个是抽象客体与具体客体）。准抽象客体在結構與能動性和documentality领域格外引人注目。有人论证说，对于柏拉图在抽象与具体上的二元论，我们太过依赖（over-adherence），这使得一种很大的分类即社会的客体，遭到了忽视。这些客体被拒绝，被当作不存在的东西看待，仅仅是因为旧有的二分（抽象与具体）是不完备的（incompatible）。 特别是具有时间位置（temporal location）的能力（ability），而不是空间位置（spatial location）的能力（ability），以及因果能動（causal agency）的能力（ability）（即使只是通过代表（representatives）行事）。 这些客体包括很多社会的客体，比如国际法律体系里的共同体（states of the international legal system）等等。

## 心理学
讓·皮亞傑用“具体”和“形式”（"concrete" and "formal"）描述学习（learning）的两种不同类型。具体的思考（Concrete thinking）包括关于对日常的、有形的客体的事实与描述，而抽象的（認知發展論)思考则包括心理过程。
| 具体观念                   | 抽象观念                                       |
| -------------------------- | ---------------------------------------------- |
| 稠密的东西下沉。           | 如果物体的密度大于流体的密度，那么该物体下沉。 |
| 人吸入氧气，呼出二氧化碳。 | 气体交换在肺泡和血液中的空气那里发生。         |
| 植物用根吸水。             | 植物的水分透过根里的细胞的细胞壁。             |